# ルース・ベッカー
ルース・エリザベス・ベッカー（英語: Ruth Elizabeth Becker、1899年10月28日 - 1990年7月6日）は、タイタニック号の二等船客。同船の沈没事故における生存者の一人である。

## 経歴

### 前半生
ルース・ベッカーは、1899年10月28日にイギリス領インド帝国のグントゥールで生まれた。父のアレン・オリヴァー・ベッカーはアメリカ人のルター派宣教師である。アレンと妻のネリー・E・バウムガードナー・ベッカーの間には、1905年3月にルースの弟となるルターが生まれたが、彼は1907年2月7日に夭折した。同年12月、ネリーは2人目の娘であるマリソンを、1910年6月にはコダイカナルで2人目の息子であるリチャードを儲けている。
1912年初頭、リチャードが病気を患ったため、ネリーはミシガン州のベントン・ハーバーで治療を受けさせることにした。ルースはリチャードとともに渡米のための準備を始めた。

### タイタニック号

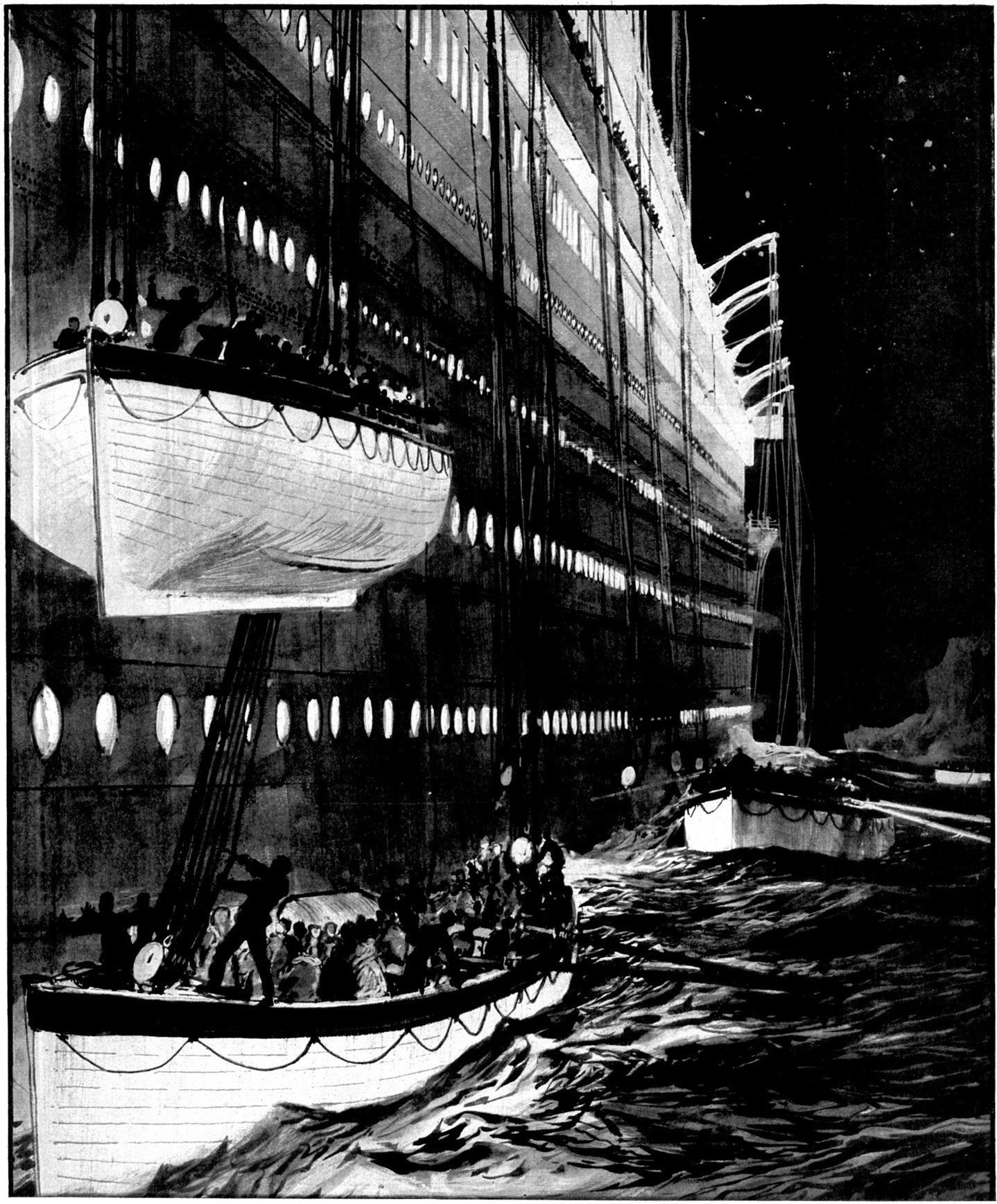
ルースが乗船した13号ボート（下）。危うく15号ボート（上）の下敷きになるところだった。

ルースの2歳になる弟・リチャードが病気に罹ったため、ネリーは治療のためにリチャード、ルース、マリソンを伴ってアメリカへ渡る決断をし、サウサンプトンからニューヨークを結ぶタイタニック号に乗船することとなった。彼女たちはまずエラーマン・ライン社の蒸気船「シティー・オブ・ベナレス」でマドラスを出発し、イギリスを目指した。途中スエズ運河、ポートサイド、地中海、ジブラルタル海峡を経由してイギリス・ロンドンに到着した。ルースは母親のネリー、弟のリチャード、妹のマリソンとともに、1912年4月10日、サウサンプトンから二等船客としてタイタニック号に乗船した。父親のアレンはインドに留まっている。
4月14日の午後11時40分、北大西洋上を航行中のタイタニック号は氷山と接触した。衝突直後、客室係が母親に対し「ちょっとした事故が起こりました。間もなく修復にとりかかるところでございます。」と言っていたことを、ルースは後に振り返っている。事態の深刻さに気が付いたネリーは子供たちを連れて甲板に上がった。その後、ネリーはルースに対し、客室に戻ってブランケットを数枚持ってくるよう頼んでいる。
ネリーたちは甲板の右舷側に向かった。右舷では六等航海士のジェームズ・ポール・ムーディによってリチャードとマリソンが11号ボートに乗せられたが、ネリーの乗船は認められなかった。客室係の申し立てもあり、最終的にムーディはネリーの乗船を許可したが、今度はルースの乗船が許されなかった。ネリーは彼女に対し、他のボートに乗り込むよう叫んでいる。元々救命ボートの数が少なかったことに加え、彼女たちが11号ボートに乗るころには既に半数近くが出払っていたため、このボートには乗客が殺到していた。結果として11号ボートは積載人数を超えた過負荷状態で出発した数少ない救命ボートとなった。ルースはその後、ムーディによって13号ボートへ押し込まれている。
11号ボートのネリー、リチャード、マリソンと、13号ボートのルースは全員カルパチア号によって救助された。救命ボートがバラバラだったため、ルースは母親と弟妹を探し出すのに非常に苦労している。4月18日、ニューヨークに到着した彼女たちはすぐさま列車でベントン・ハーバーに向かった。インドで宣教活動をしていたアレンが彼女たちと会えたのは1913年になってからのことである。

### その後
沈没事故から長年、ルースはタイタニック号での経験を語りたがらなかった。そのため、彼女の子供たちは若い頃、自分たちの母親であるルースがタイタニック号に乗船していたことを知らなかった。彼女があの時の経験を語るようになったのは、隠居してサンタバーバラに移ってからである。
タイタニック号の沈没から70年に当たる1982年、ルースはフィラデルフィアのタイタニック歴史協会総会に参加した。1987年と1988年にも、彼女はさらに2つの総会に加わっている。1990年3月にはメキシコへのクルーズを行ったが、これは彼女にとってタイタニック号以来約80年振りの航海だった。

### 死去
1990年7月6日、90歳という高齢の身体に胃潰瘍が障り、ルースはサンタバーバラで死亡した。彼女の遺体は火葬され、その遺灰は1994年4月16日に、タイタニック号が沈没した北大西洋上の正確な地点で撒かれた。三等船客だったフランク・ジョン・ウィリアム・ゴールドスミスや、四等航海士のジョセフ・ボックスホールたちの遺灰も、同じ地点に撒かれている。